# Cleebourg
Cleebourg je občina v departmaju Bas-Rhin francoske regije Alzacija.
Leta 1990 je v občini živelo 584 oseb oz. 55 oseb/km².